# Bost (Afghanistan)
Bost (persisch بست, DMG Bust) war eine antike Stadt mit Zitadelle im Süden Afghanistans und eine Vorläufersiedlung der etwa 10 Kilometer nördlich gelegenen modernen Stadt Laschkar Gah.

## Geschichte
Die antike Stadt Bost am Ostufer des Flusses Hilmend wurde bereits im 7. Jahrhundert vor Christus besiedelt. Sie erlebte eine Blütezeit unter den Ghaznawiden, deren Dynastie ca. 962 n. Chr. von Alp-Tigin in der Region um Ghazni gegründet wurde.
In der zweiten Hälfte des 12. Jahrhunderts eroberten die Ghuriden das Reich der Ghaznawiden und stiegen zu Beginn des 13. Jahrhunderts kurzzeitig zur dominierenden Macht des islamischen Ostens auf.
Bost liegt direkt an der Karawanenroute zwischen Persien und Indien. Diese günstige Lage ermöglichte eine besondere Handelsbeziehung zwischen den beiden Mächten und führte zur kulturellen Entwicklung der Region. Neben dem regen Handel in und um die Zitadelle von Bost berichtet die islamische Literatur über die fruchtbaren Gebiete und das gute Bewässerungssystem zwischen den Flüssen Hilmend und Arghandāb und die schön angelegten Obstgärten.
Die Stadt Bost wurde mehrmals durch die Ghuriden, die Mongolen und die arabischen Besatzungsmächte niedergebrannt.

## Bauten
Der Torbogen der Stadt und die Festung (persisch قلعهٔ بست, DMG Qal‘a-i Bust, ‚Zitadelle von Bost‘) sind monumentale Überreste aus der Zeit der Ghaznawiden und Ghuriden zwischen dem 9. und dem 12. Jahrhundert. Sie dokumentieren eine kulturelle Blütezeit in Afghanistan und Mittelasien und gelten daher als wissenschaftlich und kulturell besonders schutzwürdig. Der Reichtum der mittelalterlichen Stadt Bost wurde von arabischen und persischen Schriftstellern in Erzählungen und Gedichten gepriesen.
In den Überresten der Festung Bost fanden die Archäologen Hinweise aus der Zeit der alt-persischen, griechisch-römischen und altindischen Herrschaftsepochen sowie einige private Häuser aus der islamischen Invasionszeit.
Die monumentalen Bögen der Zitadelle von Bost wurden von den Herrschern der Ghuriden errichtet. Die Spitze des Torbogens der Zitadelle ist über 25 Meter hoch und wird durch Pfeiler mit Inschriften und Verzierungen flankiert.